# 何刚 (电影投资人)
何刚（1980年—），中国电影投资人，曾投资电影《功夫侠》等。中国共产党原高级领导人何长工的孙子。

## 生平
根据媒体报道，何刚在6岁时曾出演电影《SOS儿童村》（1988年），2009年在其参与投资的电影《功夫侠》（2013年）中客串女主角刘婕（蒋梦婕饰演）的海归男友盖瑞是其第二次出演电影。 在金融、地产领域颇有建树，曾投资拍摄《功夫侠》等电影，被称为“中国80后首位电影投资人”。

## 家庭
何刚的祖父何长工生前为中国人民解放军高级将领，曾担任第五届全国政协副主席等职务。
何刚的妻子高露（微博名「露小宝LL」）在2020年1月因在微博上发布在故宫内停车的照片而在网络引起争议。在其微博（名为“露小宝LL”）、Ins（名为“lulu-lggh”）等社交媒体炫富的图片中，网友们也发现了其声称购入的豪宅登记在忠旺集团刘忠田妻子Wang Zhijie名下。

## 备注
1. ↑  可能是指北京电影制片厂1988年出品的《SOS村》[2]